# Батилда
Света Батилда (на френски: Sainte Bathilde, Batilde, Bathylle, Beaudour, Bathilde, Balthild, Baldhilda, Bathildis; на английски: Bealdhild, Saint Balthild of Ascania; * 630, Англия; † 30 януари 680, манастир Шел) е кралица на франките, втората съпруга на Меровингския крал на франките Хлодвиг II в Бургундия и Неустрия (639 – 658) и е Светия.

## Биография
Батилда е от Англия и като малко момиче е продадена от викингите в робство във Франкската империя на майордом Ерхиноалд.
Тя се омъжва ок. 649/650 г. за Хлодвиг II († 11 октомври 657), син на Дагоберт I и Нантехилда. Батилда има с Хлодвиг II трима сина, кралете Хлотар III, Теодорих III и Хилдерих II.
Като кралица тя премахва робството при християните. Основава женския манастир в Шел (664) при Париж и абатството Корби (657/661) за мъже.
През края на 657 г. умира Хлодвиг II и Батилда е регентка до 664 г. на Хлотар III заедно с майордом Ерхиноалд и от 658 г. с Еброин в Неустрия. През 664 г. тя е изгонена след интрига на Еброин и благородниците и се оттегля в манастира Шел.
Батилда умира на 30 януари вер. през 680 г. в манастира Шел и е погребана там в църквата église Sainte-Croix. През 833 г. нейните тленни останки са повдигнати. Папа Николай I я канонизира за Светия през 860 г. Нейният ден на честване е 30 януари. Тя е защитничка на недъгавите, болните, децата и вдовиците.